# Abbás (Haifa)
Abbás (hebrejsky: עבאס, též al-Mutanabi, אלמותנבי) je čtvrť v centrální části Haify v Izraeli. Nachází se v administrativní oblasti Hadar, na okraji pohoří Karmel.

## Geografie
Leží v nadmořské výšce cca 100 metrů, cca 1,5 kilometru západně od centra dolního města. Tvoří podčást statistického okrsku Hadar-Ma'arav. Název je odvozen od stejnojmenných ulic, které tudy procházejí. Na východě s ní sousedí komplex Světového centra Bahá'í, na severu takzvaná Německá kolonie, na západě Karmel Cafoni.

## Demografie
Populace je většinově arabská, s židovskou menšinou. Rozkládá se na ploše 0,22 kilometru čtverečního. V roce 2008 ze žilo 3 240 lidí. Z toho 160 Židů, 670 muslimů a 2 240 arabských křesťanů.